# لیروی (کامیونیتی)، ویسکانسین
لیروی (به انگلیسی: LeRoy) یک منطقهٔ مسکونی در ایالات متحده آمریکا است که در شهرستان دوج، ویسکانسین واقع شده‌است. لیروی ۳۲۰٫۰۴ متر بالاتر از سطح دریا واقع شده‌است.